# 魚蝦蟹

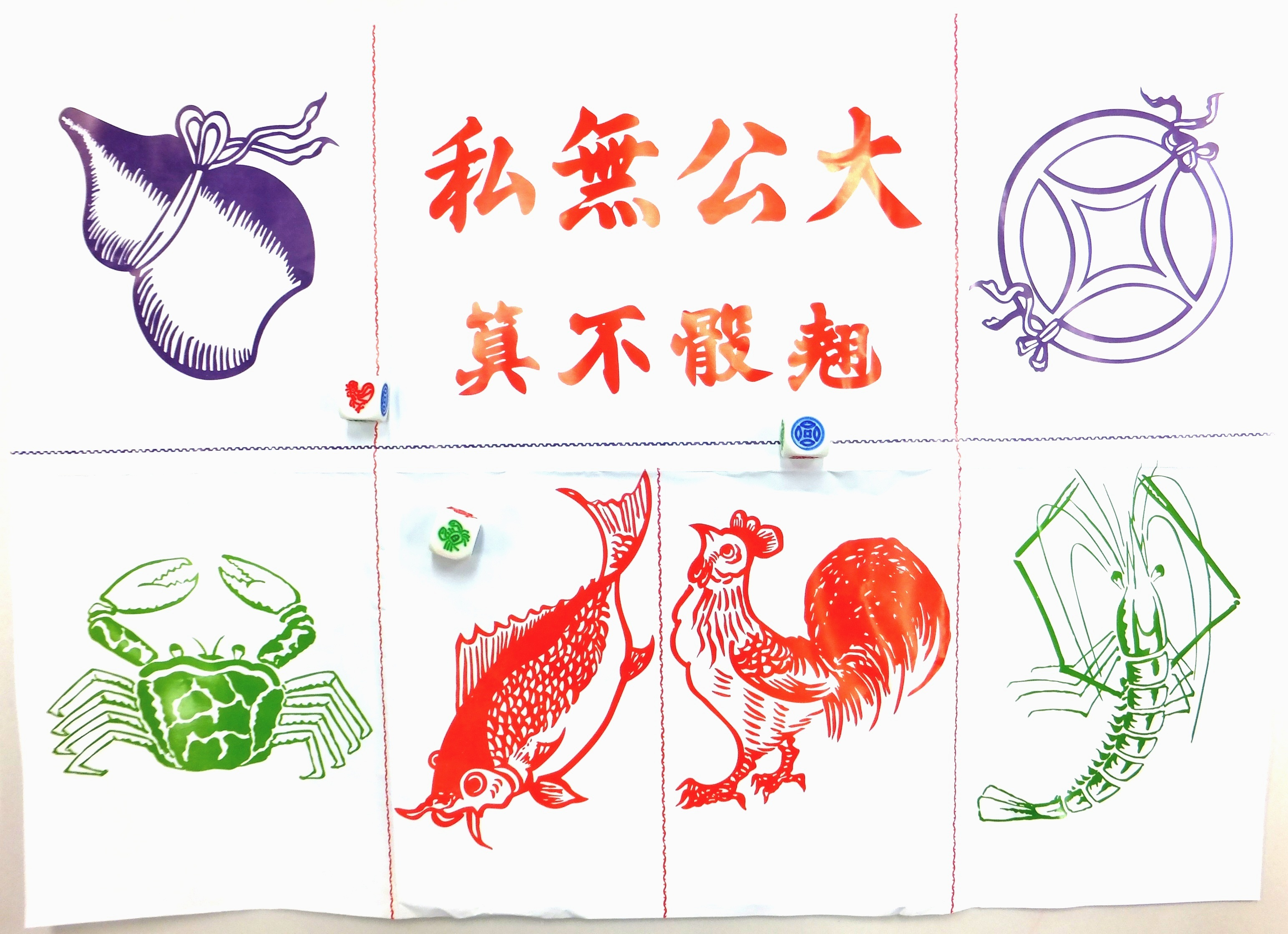
魚、蝦、蟹、雞、葫蘆、金錢的魚蝦蟹

魚蝦蟹，又稱魚蝦蟹骰寶，越南稱為匏蟹魚虎（越南语：／）、是中國和越南傳統賭博遊戲的一種，在中國南方民間曾是相當普遍的賭博，直至現在人們仍然經常於新春期間進行作娛樂之用。其型式與賠率跟另一賭博方法骰寶基本一樣，不過採用的骰子由魚、蝦、蟹、金錢、葫蘆及雞的圖案代替點數，也有的是以老虎代替金錢。現在在澳門賭場仍有這種博彩方法。

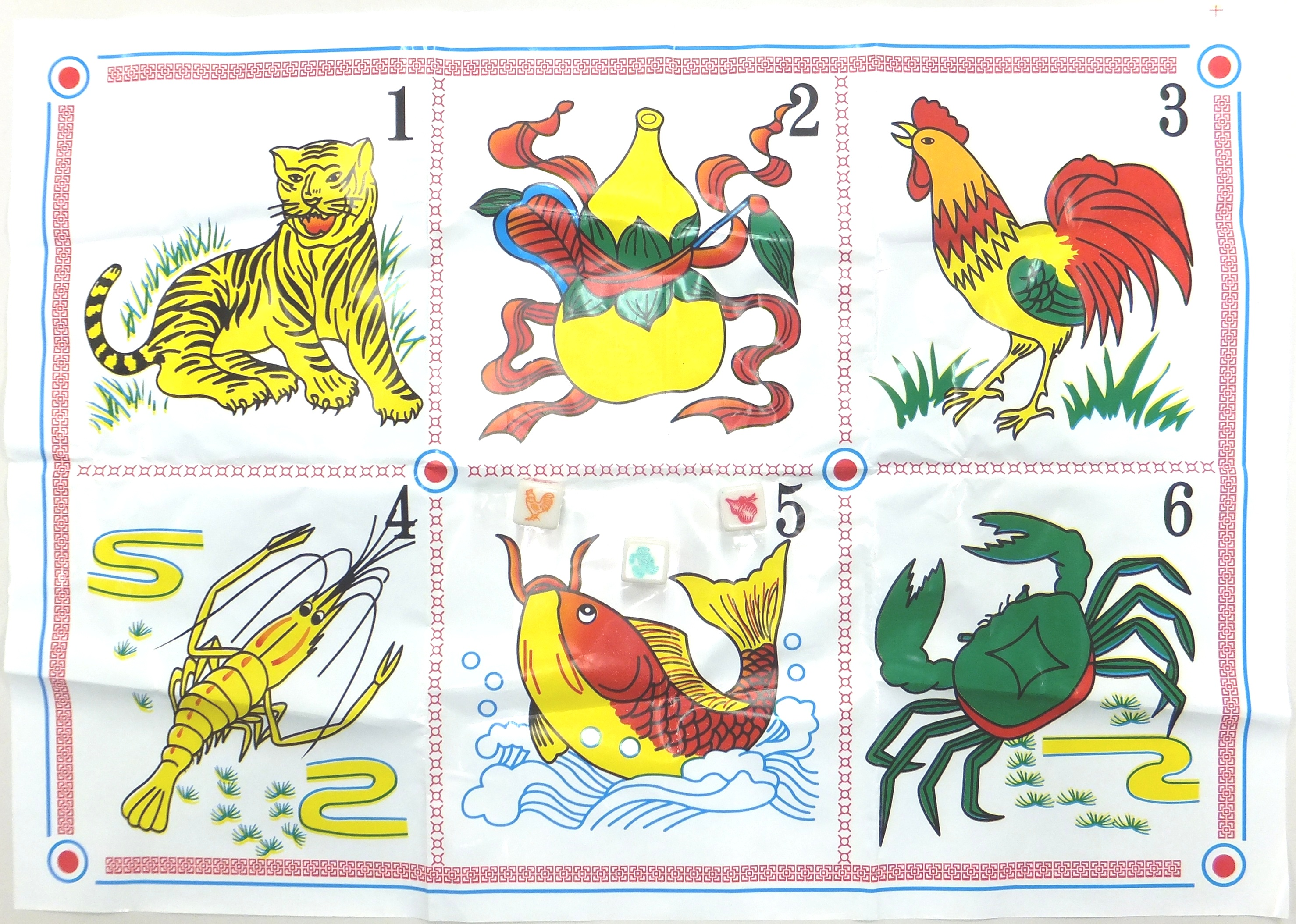
魚、蝦、蟹、雞、葫蘆、虎的魚蝦蟹

據澳門的法例，魚蝦蟹所用的骰子規定如下：
| 圖案 | 顏色 | 點數 |
| ---- | ---- | ---- |
| 魚   | 紅色 | 一點 |
| 蝦   | 綠色 | 二點 |
| 葫蘆 | 藍色 | 三點 |
| 金錢 | 藍色 | 四點 |
| 蟹   | 綠色 | 五點 |
| 雞   | 紅色 | 六點 |

## 外部連結
- 澳門政府關於魚蝦蟹的法令